# Козлов, Анатолий Леонидович
Анатолий Леонидович Козлов (род. 11 августа 1951) — советский игрок в хоккей с мячом, нападающий, тренер, мастер спорта СССР международного класса (1976).

## Карьера
Начал играть в хоккей с мячом в 1961 году в Люберцах в детской команде «Торпедо». В сезоне 1965/66 продолжил подготовку в юношеской команде клуба «Труд» из подмосковного Томилино, с 1966 года — в юношеских командах московского «Динамо».
Игровую карьеру начал выступлениями за мончегорский «Североникель» в сезоне 1969/70.
С 1971 по 1975 год был игроком красногорского «Зоркого».
С 1975 по 1981 год в составе московского «Динамо».
Сезон 1981/82 провёл в составе «Вымпела» из подмосковного Калининграда.
В дальнейшем был игроком команд, представляющих второй и третий дивизионы чемпионата СССР, выступая за новосибирский «Сибсельмаш» (сезон 1982/83) и «Оку» из Навашино (1983—1986).
В высшей лиге чемпионатов СССР провёл 250 матчей, забил 68 мячей («Динамо» — 104, 17; «Зоркий» — 92, 34; «Североникель» — 30, 14; «Вымпел» — 24, 3).
С 1986 по 1992 год работал тренером и старшим тренером в школе «Зоркого».
В сезоне 1999/2000 — играющий тренер команды «Стрела», принимающей участие в первенстве России среди команд первой  лиги, с 2000 по 2002 год — играющий главный тренер «Стрелы».

## Достижения
«Динамо» (Москва)
 Чемпион СССР (2): 1975/76, 1977/78 

 Серебряный призёр чемпионата СССР: 1976/77 

 Обладатель Кубка европейских чемпионов (3): 1975, 1976, 1978 

 Чемпион СССР среди юношей: 1969

### Комментарии
1. ↑  Количество игр и голов за клуб(ы) в высшем дивизионе чемпионатов СССР